# Яузлар (річка)
Яузлар — річка маловодна (балка) на Південному березі Криму, на території міського округу Ялта, ліва притока річки Учан-Су. Довжина водотоку 3,3 кілометра, площа водозбірного басейну — 4,5  км², середня витрата води в гирлі річки — 0,23 м³/с.

## Опис
Річка починається на верхніх обривах яйли Ай-Петрі злиттям в урочищі  Шейтан-Таілмаси між хребтом Іограф на сході і горою Ставрі-Кая на заході двох безіменних ярів (умовно західний і східний), з яких більш повноводний — правий, русло у верхів'ях проходить дуже круто, з безліччю вертикальних обривів. Микола Рухлов зазначав джерело на висоті 209 сажнів (445 метрів), з якого починається постійний водотік, він же вперше описав водоспади на річці, яких краєзнавці налічують від 9 до 12 (в залежності від того, який скельний виступ на річці вже вважати водоспадом). Найпопулярніші легкодоступні Нижній і Верхній Яузлари, до яких є підхід з Боткінської стежки.
Згідно з довідником «Поверхневі водні об'єкти Криму» річка приток не має, починаючи ж з книги Рухлова відомий правий приплив Шапка-Узень і лівий безіменний, що тече від джерела «Струменисте»(рос. Струйчатый). Яузлар впадає в Учан-Су в 3,7 км від гирла в селищі Куйбишеве, середня витрата води в гирлі — 0,023 м³/с, водоохоронна зона встановлена в 50 м.